# La Serreta (Mur)
La Serreta és un serrat del municipi de Castell de Mur, al Pallars Jussà, dins del terme antic de Mur. Pertany a l'entorn de Mur.
Està situada al nord-est de Mur, a llevant del Tossal Gros i al nord-oest del Serrat del Pui. Pel seu costat sud-oest discorre el barranc del Doratori, i del seu extrem de llevant davalla cap a l'est el barranc de Font Truïda.